# Melipotis fasciolaris
Melipotis fasciolaris là một loài bướm đêm trong họ Erebidae.